# Neritopsidae
Neritopsidae Gray, 1847 è una famiglia di molluschi gasteropodi della sottoclasse Neritimorpha. 

## Descrizione
I Neritopsidae sono la sola famiglia esistente della superfamiglia Neritopsoidea. Di questa famiglia fanno parte i Neritopsis provenienti da grotte sottomarine che possiedono la più antica testimonianza fossile,  risalente almeno al Triassico e probabilmente precedente, registrata tra le superfamiglie neritimorfe viventi.
I Neritopsidae sono caratterizzati da un guscio globulare con guglia bassa e grande ultima spirale. Labbro interno dell'apertura largo e liscio che forma un ampio nastro calloso che ha sul lato interno una depressione centrale in cui si adatta la proiezione angolare interna dell'opercolo. Sul lato esterno del callo un solco spesso forma la continuazione dell'ombelico. Pareti interne del guscio non sciolte; opercolo senza incrementi di crescita a spirale. Protoconca costituita da spirali arrotondate basse e strettamente arrotolate.

## Tassonomia
La famiglia contiene quattro sottofamiglie di cui una sola esistente, ed un gruppo di generi non assegnati:
- Sottofamiglia † Cassianopsinae Bandel, 2007
  - Genere † CassianopsisBandel, 2007
- Sottofamiglia † Colubrellopsinae Bandel, 2007
- Sottofamiglia Neritopsinae Gray, 1847
  - Genere † DahmeriaBlodgett & Frýda, 1999
  - Genere † Devononerita Blodgett & Frýda, 1999
  - Genere Neritopsis Grateloup, 1832
  - Genere TitiscaniaBergh, 1890
- Sottofamiglia † Paffrathiinae Heidelberger, 2005
- Sottofamiglia non assegnata
  - Genere † BandelopsisFrýda, Blodgett & Stanley, 2003
  - Genere † Bipartopsis Gründel, Keupp & Lang, 2015
  - Genere † Hayamia Kase, 1980
  - Genere † HayamiellaKase, 1984
  - Genere PluviostillaKase & Kano, 1999
  - Genere † Wallowiella Frýda, Blodgett & Stanley, 2003
  - Genere † Weitschatopsis Frýda, Blodgett & Stanley, 2003